# Ariosoma coquettei
Ariosoma coquettei är en fiskart som beskrevs av Smith och Kanazawa, 1977. Ariosoma coquettei ingår i släktet Ariosoma och familjen havsålar. Inga underarter finns listade i Catalogue of Life.